# 今尾惠介
今尾惠介（日语：／，1959年〈昭和34年〉11月17日 - ）是日本的地圖研究家，散文家和自由工作者。同時為一般財團法人日本地圖中心的訪問學者、日本地圖學會的委員。「地圖和地名」專門部會的首席審查員。日野市鄉土資料館協議會委員。神奈川縣橫濱市出身。

## 來歷·人物
在中學生時代，今尾惠介已經愛讀國土地理院的地形圖和時間表。後來，今尾惠介就讀神奈川縣立旭高等學校後修讀明治大學文學部，專攻德國文學。在明治大學就讀期間中途退學。後來曾經擔任雜誌編輯，於1991年開始進行寫作。
今尾惠介的著作主要是有關於地圖和地名。在著作中除了寫作關於地圖有趣的事外，還寫作了關於新的電車相片，以及提及不要輕易地改變傳統的地方名字。此外，在著作中收錄了自己製作的地圖。由於對於鐵路的造詣較深，因此於2008年至2009年之間擔任了《日本鐵道旅行地圖帳 全線・全站・全廢線》的監修工作。該著作累計點擊率超過100萬次。此外，今尾惠介曾經在《塔摩利俱樂部》等電視節目出演。
另外，今尾惠介也是業餘樂團新交響樂團的打擊樂手。

## 書籍著作
- （1994年8月，櫸樹出版中新潮OH!文庫中的「千間文庫」）
- （1995年4月，日本實業出版社（日语：日本実業出版社）・Escalgo圖書新潮OH!文庫）
- （1995年11月，櫸樹出版）新潮文庫
- (1996年5月，朝日Sonorama（日语：朝日ソノラマ））
- （1997年5月，櫸樹出版）
- （1998年3月，自由國民社）
- （1998年4月，二期出版・週末之達人系列）
- （1998年6月，櫸樹出版）
- （1999年11月，櫸樹出版）
- （2000年3月、JTB・JTB Can Books）
- （2000年6月、JTB）
- （2001年3月，筑摩新書（日语：ちくま新書））
- （2002年12月，實業之日本社（日语：実業之日本社））講談社+α文庫
- （2004年3月，新潮選書（日语：新潮選書））光文社知惠之森文庫
- （2004年8月，東京堂出版（日语：東京堂出版））中的講談社＋α文庫
- （2004年8月，日本地圖中心（日语：日本地図センター））
- （2005年6月，實業之日本社）
- （2005年8月，東京書籍）
- （2005年10月，角川書店）中的千間文庫
- （2007年3月，講談社+α新書（日语：講談社+α新書））
- （2007年11月，白水社（日语：白水社）、地球之形狀）
- （2008年4月，角川選書）
- （2008年7月，櫸樹出版）
- （2008年12月，東京堂出版）
- （2009年5月，講談社現代新書（日语：講談社現代新書））
-   （2010年2月，JTB出版）
-   （2010年2月，JTB出版）
- 《 （2011年1月，山和溪谷社）
- （2011年3月，白水社）
- 　（2011年6月，筑摩Primer新書（日语：ちくまプリマー新書））
- （2012年9月，白水社）
- （2013年2月，筑摩文庫）
- （2013年7月，光文社　知惠之森文庫）
- （2014年1月　集英社新書）
- （2014年2月　講談社＋α文庫　的重命名與增加內容）
- （2014年2月　白水社ｕ圖書　的修訂版與重命名）
- （2014年5月　朝日新聞出版　朝日新書）
- 新潮社 2014
- 白水社 2015
- 白水社 2015
- 筑摩書房 2015
- 櫸樹出版 2015
- 講談社選書Metier　2015
- 平凡社 2016
- 2016 筑摩Primer新書
- 集英社國際（日语：集英社インターナショナル）(知之徒步旅行叢書)2016
- 朝日新聞出版 2016
- JTB出版 2016
- 白水社 2017
- 平凡社新書 2017
- 日本加除出版 2018
- 日本加除出版 2019

### 共著
- 杉崎行恭、原武史（日语：原武史）、矢野直美（日语：矢野直美）共著 新潮新書 2008.6
- 1-5 JTB出版 2010
- 編著 洋泉社 2017

## 演出節目
- 塔摩利俱樂部（朝日電視台，不定期演出）
- 視點·論點（日语：視点・論点）（NHK） - (2006年1月25日)、(2006年11月2日)、(2009年6月24日)、(2011年8月9日)、(2018年4月11日 ※參見#外部連結的存檔)
- JAPAN導航 1〜3（NHK BShi）
- （NHK） - (2009年5月24日)
- 東京步行地圖（TBS，準常規〈放映完畢〉）
- （TBS，2013年3月29日放映）

## 注腳
1. ↑  《読売年鑑 2016年版》（讀賣新聞東京本社，2016年）p.252
2. ↑  . 新潮社.   [2009年3月8日]. （原始内容存档于2021年2月28日） （日语）.
3. ↑  新交響楽団ホームページ: 団員紹介 （页面存档备份，存于）（日語）

## 外部連結
- 今尾惠介〈作者個人資料〉 （页面存档备份，存于）（日語） - 新潮社
- 今尾惠介〈專欄作家簡介〉 （页面存档备份，存于）（日語） - 朝日新聞出版｜AERA dot.（日语：AERA dot.） (存檔)
- 今尾恵介のページ：地図エッセイスト今尾恵介の応援サイト，存于 - 非官方的支持網站

對談、講義等
- 地図研究家 今尾恵介さん - インタビュー 1/4（日語） - 環境goo（截至2013年5月1日的存檔）
  - 地図研究家 今尾恵介さん - インタビュー 2/4 - 環境goo，存于（上述網站的第二頁起。但是，網站中的圖片已經不存在。）
- これまでの放送 今尾恵介（日語） - NHK（截至2012年12月20日的存檔）
- 今尾恵介. . NHK解說委員室. NHK. 2018年4月11日  [2018-04-18]. （原始内容存档于2019-05-22） （日语）.